# جوردي ديليم
جوردي ديليم (بالفرنسية: Jordy Delem)‏ (17 أكتوبر 1988 في فرنسا - ) هو لاعب كرة قدم فرنسي في مركز الوسط. شارك مع منتخب مارتينيك لكرة القدم. أما مع النوادي، فقد لعب مع نادي أرليه أفينيون.

## روابط خارجية
- جوردي ديليم على موقع الدوري الأمريكي (الإنجليزية)
- جوردي ديليم على موقع قاعدة بيانات كرة القدم.إي يو (الإنجليزية)
- جوردي ديليم على موقع ناشيونال فوتبول تيمز (الإنجليزية)
- جوردي ديليم على موقع Soccerbase.com (لاعب) (الإنجليزية)
- جوردي ديليم على موقع Soccerway.com (الإنجليزية)
- جوردي ديليم على موقع عالم كرة القدم.نت (الإنجليزية)